# Nuno Gomes
Pour les articles homonymes, voir Gomes.
Nuno Miguel Soares Pereira Ribeiro, plus connu sur le nom de Nuno Gomes (choisi en référence au buteur portugais Fernando Gomes), est un footballeur portugais né le 5 juillet 1976 à Amarante.

## Biographie

### Carrière en club

#### Les débuts: Boavista et Benfica
Né à Amarante, Nuno Gomes commence par se faire un nom au cours de la saison 1994-95 au Boavista, à l'âge de 18 ans.
Il gagne son premier titre avec Boavista en battant Benfica en finale de la Coupe du Portugal en 1997, et marque 23 buts en 79 apparitions en trois saisons, dont 15 au cours de sa dernière saison (1996-97) avant qu'il ne quitte Boavista pour Benfica.

#### La Fiorentina et le retour à Benfica
Après trois saisons a Benfica au cours desquelles il marque 60 buts en une centaine d'apparitions, ses exploits lors de l'Euro 2000 le mènent à la Fiorentina pour un montant de 17 millions d'euros. Il remporte la Coupe d'Italie dès sa première saison (2000-01) mais il n'y reste que deux saisons avant de retourner au Benfica en 2002.
Entre 2002 et 2005 et à cause d'une série de blessures, Nuno Gomes n'apparait que 70 fois sous le maillot du Benfica Lisbonne. Néanmoins, il est l'un des artisans de la victoire en Coupe du Portugal en 2004. 
La saison suivante voit Gomes marquer 7 buts en 23 matchs de championnat et gagner le titre de champion du Portugal par la même occasion. 
Il enchaîne avec une remarquable saison 2005-06 en marquant 15 buts en championnat dont les deux buts de la victoire face à l'éternel rival le FC Porto (0-2).
La saison 2006-07 le voit alterner les hauts et des bas. Il doit faire face à une rude concurrence et perd peu à peu sa place de titulaire indiscutable, ne marquant par exemple que 6 buts en 24 matchs de championnat. L'arrivée du Paraguayen Óscar Cardozo à l'été 2007 n'arrange pas sa situation. 
Cependant, il reste une valeur sûre lors de la saison 2007-08, et marque 9 buts toutes compétitions confondues et devient par ailleurs capitaine succédant ainsi à la légende Rui Costa.
Le 2 octobre 2008, Nuno Gomes marque son 150e but sous les couleurs de Benfica Lisbonne face au SSC Napoli en Coupe de l'UEFA. Il perd définitivement sa place de titulaire lors de l'arrivée de Javier Saviola en 2009.
Lors de la saison 2010-2011, à 34 ans il a désormais qu'un statut d'éternel remplaçant, l'entraîneur Jorge Jesus préférant le duo Saviola-Cardozo en attaque. Le 14 novembre 2010 face à Naval, Nuno Gomes rentre en seconde mi-temps et marque son premier but de la saison en fin de match, lors d'une victoire 4-0. Il dédiera ce but à son père Joaquim, décédé peu de temps auparavant en août. En deux apparitions consécutives en mars 2011, il marque 3 buts. L'un à domicile face à Portimonense (nul 1-1) et un doublé face à Paços de Ferreira (victoire 5-1), ces deux matchs joués en tant que remplaçant. Il reste l'attaquant portugais le plus performant à ce jour.

#### S.C. Braga
À la fin de la saison 2010-2011, Benfica décide de ne pas renouveler son contrat et Nuno Gomes signe au SC Braga.

#### Blackburn Rovers
En juillet 2012, il signe pour deux saisons au Blackburn Rovers.

### Carrière en équipe du Portugal
Nuno Gomes détient 79 sélections et 29 buts en équipe du Portugal.
Il aide le Portugal à atteindre la troisième place de la Coupe du monde des moins de 20 ans en 1995, marquant 4 buts dans la compétition dont un doublé lors du match pour la troisième place face à l'Espagne (3-2). L'année suivante, il remporte le titre du meilleur buteur du Festival International Espoirs de Toulon.Quelques semaines après, il joue les Jeux olympiques d'été de 1996, aidant le Portugal à atteindre la quatrième place.
Nuno Gomes honore sa première sélection lors d'un match amical face à la France en janvier 1996. Il a alors 19 ans.

#### La révélation lors de l'Euro 2000
Lors de l'Euro 2000, il profite de la blessure de Sá Pinto pour s'imposer en tant que titulaire, le sélectionneur Humberto Coelho le préférant également à Pauleta. 
Il joue alors sa première compétition internationale et marque lors du premier match de poule face à l'Angleterre de David Beckham au cours d'un match virevoltant. Les Anglais mènent 2-0 au bout de dix huit minutes mais les Portugais renversent la situation grâce à Luís Figo, João Pinto et Nuno Gomes (victoire 3-2). Il est moins en vue contre la Roumanie (victoire 1-0), puis ménagé lors du troisième match de poule face à l'Allemagne (victoire 3-0). 
Le Portugal affronte la Turquie en quarts de finale et l'emporte (victoire 2-0) grâce à un doublé de Nuno Gomes, confirmant son statut de titulaire. Il réitère en ouvrant le score face à la France en demi-finale mais la France égalise et l'emporte (victoire 2-1) après prolongations sur penalty après qu'Abel Xavier a commis une faute de main. Il est d'ailleurs expulsé pour un mauvais geste sur l'arbitre et sera suspendu sept mois. Néanmoins, il est la grande révélation de cet Euro et le principal artisan du beau parcours du Portugal en inscrivant quatre buts lors du tournoi.

#### Coupe du monde 2002
Avec sept buts en seulement six matchs, Nuno Gomes aide le Portugal à se qualifier pour la Coupe du monde 2002. Il marque notamment quatre buts face à la modeste équipe d'Andorre. 
Cependant, il doit se battre pour obtenir une éventuelle place de titulaire lors de la phase finale, et jouera finalement deux des trois rencontres du premier tour en tant que remplaçant, le titulaire à la pointe de l'attaque étant cette fois ci Pauleta. Ce Mondial sera un échec pour le Portugal, puisqu'il ne franchira pas le premier tour pourtant dans un groupe largement à sa portée (États-Unis, Pologne et Corée du Sud).

#### Euro 2004
Le 19 novembre 2003, il réalise son second triplé en sélection lors d'une écrasante victoire à Leiria en amical face au Koweït (8-0), en à peine 21 minutes de jeu.
Lors de l'Euro 2004 au Portugal, Nuno Gomes est à nouveau remplaçant au profit de Pauleta, mais apparaît à chaque match et est décisif lors du troisième match de poule face à l'Espagne où il marque le seul but qui qualifie le Portugal (victoire 1-0) pour les quarts. 
Pauleta étant suspendu, Nuno Gomes commence la rencontre face à l'Angleterre. L'Angleterre ouvre rapidement le score par Michael Owen mais les Portugais parviennent à égaliser par Hélder Postiga à quelques minutes de la fin du temps réglementaire. Rui Costa donne l'avantage aux Portugais en prolongations mais Lampard pour l'Angleterre égalise quelques minutes avant les tirs au but qui voient finalement les Portugais s'imposer (victoire 6-5). 
En demi-finale, le Portugal bat les Pays-Bas (victoire 2-1), Nuno Gomes comme à son habitude remplace Pauleta en seconde mi-temps. Le Portugal accède donc à la finale face à la grande surprise du tournoi, la Grèce. Malgré l'entrée de Nuno Gomes en seconde mi-temps, la Grèce finit par l'emporter (victoire 1-0). Ce fut une énorme déception pour le Portugal et Nuno Gomes inconsolable écroulé sur le terrain, la veille de ses 28 ans. Néanmoins, le Portugal a fait bonne figure à domicile en parvenant en finale du tournoi.

#### Coupe du monde 2006
Il est souvent blessé lors de la campagne de qualification pour la Coupe du monde 2006 et ne joue que quatre matchs. Il est tout de même sélectionné dans le groupe des 23 par Luiz Felipe Scolari. 
Il ne jouera que deux matchs lors de cette coupe du monde, Pauleta étant toujours le titulaire habituel. Il réduit l'écart face à l'Allemagne d'un but de la tête lors du match pour la troisième place (défaite 3-1).

#### Euro 2008
Après la retraite internationale de Pauleta, Nuno Gomes est attendu pour être son successeur à la pointe de l'attaque portugaise. 
Il joue 10 matches de qualification, trouvant le chemin du but à 3 reprises. Il est titulaire et capitaine lors de la phase finale en Suisse et Autriche et inscrit un but en quarts de finale face à l'Allemagne. Cela ne sera pas suffisant et le Portugal s'incline (défaite 3-2).

#### L'ère Carlos Queiroz
Après le départ de Luiz Felipe Scolari pour Chelsea, Carlos Queiroz devient le nouveau sélectionneur du Portugal. Commence alors une période sombre pour Nuno Gomes. En manque de temps de jeu avec Benfica, Nuno Gomes ne sera appelé qu'à quatre reprises sur douze rencontres de qualification à la Coupe du monde 2010, Liédson et Hugo Almeida lui étant préférés. Il ne sera logiquement pas sélectionné pour la phase finale.

#### Retour en sélection en 2011
Nuno Gomes reçoit sa dernière sélection le 11 octobre 2011, en entrant en jeu à 12 minutes de la fin du temps réglementaire (remplaçant d'Hélder Postiga), du match comptant pour les Qualifications de l'Euro 2012 : Danemark - Portugal (défaite 2-1).

## Statistiques
| Saison    | Club             | Pays       | Championnat      | Championnat | Championnat | Coupe(s) Nationale(s) | Coupe(s) Nationale(s) | Coupes d’Europe | Coupes d’Europe | Coupes d’Europe | Équipe du Portugal | Équipe du Portugal | TOTAL  | TOTAL |
| Saison    | Club             | Pays       | Championnat      | Matchs      | Buts        | Matchs                | Buts                  | Type            | Matchs          | Buts            | Matchs             | Buts               | Matchs | Buts  |
| --------- | ---------------- | ---------- | ---------------- | ----------- | ----------- | --------------------- | --------------------- | --------------- | --------------- | --------------- | ------------------ | ------------------ | ------ | ----- |
| 1994-1995 | Boavista         | Portugal   | Primeira Divisão | 17          | 1           | -                     | -                     | C3              | 4               | 1               | -                  | -                  | 21     | 2     |
| 1995-1996 | Boavista         | Portugal   | Primeira Divisão | 28          | 7           | -                     | -                     | -               | -               | -               | 1                  | 0                  | 29     | 7     |
| 1996-1997 | Boavista         | Portugal   | Primeira Divisão | 34          | 15          | -                     | -                     | C3              | 6               | 2               | 2                  | 0                  | 42     | 17    |
| 1997-1998 | Benfica          | Portugal   | Primeira Divisão | 33          | 18          | -                     | -                     | C3              | 1               | 0               | -                  | -                  | 34     | 18    |
| 1998-1999 | Benfica          | Portugal   | Primeira Divisão | 34          | 24          | -                     | -                     | C3              | 7               | 7               | 4                  | 0                  | 45     | 31    |
| 1999-2000 | Benfica          | Portugal   | Primeira Liga    | 34          | 18          | -                     | -                     | C3              | 5               | 1               | 10                 | 4                  | 49     | 23    |
| 2000-2001 | ACF Fiorentina   | Italie     | Serie A          | 30          | 9           | 5                     | 4                     | -               | -               | -               | 4                  | 0                  | 39     | 13    |
| 2001-2002 | ACF Fiorentina   | Italie     | Serie A          | 23          | 5           | 1                     | 0                     | C3              | 6               | 2               | 10                 | 10                 | 40     | 17    |
| 2002-2003 | Benfica          | Portugal   | Primeira Liga    | 34          | 18          | -                     | -                     | -               | -               | -               | 4                  | 0                  | 38     | 18    |
| 2003-2004 | Benfica          | Portugal   | Primeira Liga    | 21          | 7           | 1                     | 0                     | C1 + C3         | 5               | 5               | 11                 | 7                  | 38     | 19    |
| 2004-2005 | Benfica          | Portugal   | Primeira Liga    | 23          | 7           | 5                     | 2                     | C1 + C3         | 6               | 3               | 4                  | 1                  | 38     | 13    |
| 2005-2006 | Benfica          | Portugal   | Primeira Liga    | 29          | 15          | 5                     | 2                     | C1              | 8               | 0               | 6                  | 2                  | 48     | 19    |
| 2006-2007 | Benfica          | Portugal   | Primeira Liga    | 24          | 6           | 3                     | 2                     | C1 + C3         | 14              | 4               | 8                  | 3                  | 49     | 15    |
| 2007-2008 | Benfica          | Portugal   | Primeira Liga    | 25          | 7           | 3                     | 1                     | C1 + C3         | 8               | 1               | 9                  | 2                  | 45     | 11    |
| 2008-2009 | Benfica          | Portugal   | Primeira Liga    | 24          | 7           | 3                     | 1                     | C3              | 6               | 1               | 2                  | 0                  | 35     | 9     |
| 2009-2010 | Benfica          | Portugal   | Primeira Liga    | 13          | 3           | 4                     | 1                     | C3              | 6               | 1               | 2                  | 0                  | 25     | 5     |
| 2010-2011 | Benfica          | Portugal   | Primeira Liga    | 6           | 4           | 2                     | 0                     | -               | -               | -               | -                  | -                  | 8      | 4     |
| 2011-2012 | SC Braga         | Portugal   | Primeira Liga    | 20          | 6           | 4                     | 0                     | C3              | 5               | 0               | 2                  | 0                  | 31     | 6     |
| 2012-2013 | Blackburn Rovers | Angleterre | Premier League   | 18          | 4           | 2                     | 0                     | -               | -               | -               | -                  | -                  | 20     | 4     |
|           |                  |            | TOTAL            | 464         | 172         | 38                    | 13                    | -               | 87              | 28              | 79                 | 29                 | 658    | 242   |

### Buts en sélection
| Buts en sélection de Nuno Gomes | Buts en sélection de Nuno Gomes | Buts en sélection de Nuno Gomes      | Buts en sélection de Nuno Gomes | Buts en sélection de Nuno Gomes | Buts en sélection de Nuno Gomes | Buts en sélection de Nuno Gomes         |
| #                               | Date                            | Lieu                                 | Adversaire                      | Score                           | Résultats                       | Compétitions                            |
| ------------------------------- | ------------------------------- | ------------------------------------ | ------------------------------- | ------------------------------- | ------------------------------- | --------------------------------------- |
| 1                               | 12 juin 2000                    | Philips Stadion, Eindhoven           | Angleterre                      | 3-2                             | 3-2                             | Euro 2000                               |
| 2                               | 24 juin 2000                    | Amsterdam Arena, Amsterdam           | Turquie                         | 1-0                             | 2-0                             | Euro 2000                               |
| 3                               | 24 juin 2000                    | Amsterdam Arena, Amsterdam           | Turquie                         | 2-0                             | 2-0                             | Euro 2000                               |
| 4                               | 28 juin 2000                    | Stade Roi Baudouin, Bruxelles        | France                          | 1-0                             | 1-2 a.p.                        | Euro 2000                               |
| 5                               | 1er septembre 2001              | Camp d'Esports, Lleida               | Andorre                         | 1-0                             | 7-1                             | Éliminatoires de la Coupe du monde 2002 |
| 6                               | 1er septembre 2001              | Camp d'Esports, Lleida               | Andorre                         | 3-0                             | 7-1                             | Éliminatoires de la Coupe du monde 2002 |
| 7                               | 1er septembre 2001              | Camp d'Esports, Lleida               | Andorre                         | 5-1                             | 7-1                             | Éliminatoires de la Coupe du monde 2002 |
| 8                               | 1er septembre 2001              | Camp d'Esports, Lleida               | Andorre                         | 7-1                             | 7-1                             | Éliminatoires de la Coupe du monde 2002 |
| 9                               | 5 septembre 2001                | Stade Antonis Papadopoulos, Larnaca  | Chypre                          | 1-1                             | 3-1                             | Éliminatoires de la Coupe du monde 2002 |
| 10                              | 6 octobre 2001                  | Estádio da Luz, Lisbonne             | Estonie                         | 2-0                             | 5-0                             | Éliminatoires de la Coupe du monde 2002 |
| 11                              | 6 octobre 2001                  | Estádio da Luz, Lisbonne             | Estonie                         | 4-0                             | 5-0                             | Éliminatoires de la Coupe du monde 2002 |
| 12                              | 14 novembre 2001                | Estádio José Alvalade, Lisbonne      | Angola                          | 2-1                             | 5-1                             | Match amical                            |
| 13                              | 14 novembre 2001                | Estádio José Alvalade, Lisbonne      | Angola                          | 4-1                             | 5-1                             | Match amical                            |
| 14                              | 25 mai 2002                     | Estádio Campo Desportivo, Macao      | Chine                           | 1-0                             | 2-0                             | Match amical                            |
| 15                              | 19 novembre 2003                | Estádio Dr. Magalhães Pessoa, Leiria | Koweït                          | 6-0                             | 8-0                             | Match amical                            |
| 16                              | 19 novembre 2003                | Estádio Dr. Magalhães Pessoa, Leiria | Koweït                          | 7-0                             | 8-0                             | Match amical                            |
| 17                              | 19 novembre 2003                | Estádio Dr. Magalhães Pessoa, Leiria | Koweït                          | 8-0                             | 8-0                             | Match amical                            |
| 18                              | 28 avril 2004                   | Estádio Cidade de Coimbra, Coimbra   | Suède                           | 2-2                             | 2-2                             | Match amical                            |
| 19                              | 5 mai 2004                      | Estádio Municipal de Águedo, Águeda  | Luxembourg                      | 2-1                             | 3-0                             | Match amical                            |
| 20                              | 29 mai 2004                     | Estádio do Bonfim, Setúbal           | Lituanie                        | 3-1                             | 4-1                             | Match amical                            |
| 21                              | 20 juin 2004                    | Estádio José Alvalade, Lisbonne      | Espagne                         | 1-0                             | 1-0                             | Euro 2004                               |
| 22                              | 26 mars 2005                    | Estádio Cidade de Barcelos, Barcelos | Canada                          | 4-1                             | 4-1                             | Match amical                            |
| 23                              | 8 octobre 2005                  | Estádio Municipal de Aveiro, Aveiro  | Liechtenstein                   | 2-1                             | 2-1                             | Éliminatoires de la Coupe du monde 2006 |
| 24                              | 8 juillet 2006                  | Mercedes-Benz Arena, Stuttgart       | Allemagne                       | 1-3                             | 1-3                             | Coupe du monde 2006                     |
| 25                              | 6 septembre 2006                | Stade olympique d'Helsinki, Helsinki | Finlande                        | 1-1                             | 1-1                             | Éliminatoires Euro 2008                 |
| 26                              | 11 octobre 2006                 | Stadion Śląski, Chorzów              | Pologne                         | 1-2                             | 1-2                             | Éliminatoires Euro 2008                 |
| 27                              | 24 mars 2007                    | Estádio José Alvalade, Lisbonne      | Belgique                        | 1-0                             | 4-0                             | Éliminatoires Euro 2008                 |
| 28                              | 26 mars 2008                    | Esprit arena, Düsseldorf             | Grèce                           | 1-2                             | 1-2                             | Match amical                            |
| 29                              | 19 juin 2008                    | St. Jakob-Park, Bâle                 | Allemagne                       | 1-2                             | 2-3                             | Euro 2008                               |

## Palmarès

### En club
- Champion du Portugal en 2005 et en 2010 avec le Benfica
- Vainqueur de la Coupe du Portugal en 1997 avec Boavista et en 2004 avec le Benfica
- Vainqueur de la Coupe d'Italie en 2001 avec la Fiorentina
- Vainqueur de la Coupe de la Ligue en 2009, en 2010 et en 2011 avec le Benfica

### En sélection
- 79 sélections et 29 buts entre 1996 et 2011
- Champion d'Europe des moins de 18 ans en 1994
- Participation au Championnat d'Europe des Nations en 2000 (1/2 finaliste), en 2004 (Finaliste) et en 2008 (1/4 finaliste)
- Participation à la Coupe du Monde en 2002 (Premier Tour) et en 2006 (4e)
- Participation aux Jeux Olympiques en 1996 (4e)

### Distinctions individuelles
- Meilleur buteur du Tournoi de Toulon en 1996 (5 buts)
- Élu meilleur joueur de Primeira Liga en 1999 et en 2000
- Élu meilleur joueur du mois de Primeira Liga en septembre 2005 et en octobre 2005
- Membre de l'équipe-type du Championnat d'Europe des Nations en 2000

## Anecdotes
- Lors de la demi-finale de l’Euro 2000, il ouvre le score à la 20e minute, permettant pendant une demi-heure au Portugal d'espérer être en finale. Mais la France égalise, puis obtient dans les dernières minutes de la prolongation, un penalty dans une situation de confusion. S'estimant victime d'injustice, Nuno Gomes explose et bouscule l’arbitre qui l’expulse. Il est suspendu sept mois.

- Il a dit : "C'était l'un de ces moments que l'on n'oublie jamais, mais quand j'ai marqué (2 buts) je n'ai pas pensé à l'importance du moment. Maintenant, je suis très heureux et fier que mon nom figure dans l'histoire du stade" au sujet de l'inauguration du stade La Luz qu'il a marquée de son empreinte.

- Nuno "Gomes" de son vrai Nuno Ribeiro a choisi son patronyme en hommage à l'attaquant portugais Fernando Gomes.

- Nuno Gomes est fan du groupe de rock U2.